# Michael Alram
Michael Alram (Vienna, 18 aprile 1956) è un numismatico austriaco.

## Biografia
Ha studiato dal 1974 archeologia classica, numismatica antica e storia antica all'Università di Vienna, dove ha ottenuto il dottorato nel 1982 con Robert Göbl e Manfred Mayrhofer con la tesi „Materialgrundlagen zu den iranischen Personennamen auf antiken Münzen: achaimenidische Satrapen, Persis, Sakas und Pahlavas“.
Dal 1977 al 1982 è stato collaboratore della commissione iranica della Accademia austriaca delle scienze per il progetto di ricerca „Iranische Personennamen auf antiken Münzen“ del „Iranischen Personennamenbuch“. Dal 1982 è un collaboratore della commissione numismatica della Accademia austriaca delle scienze.
Dal 1982 è lettore all'Istituto per la numismatica dell'Università di Vienna, dove ha ottenuto l'abilitazione nel 1987.
Dal 1987 Alram è stato "custode" del Münzkabinett del Kunsthistorisches Museum di Vienna, dove ha curato le monete bizantine, medievali e orientali. Dal 2001 è vicedirettore e dal 2008 direttore del Münzkabinett.
Alram è dal 1998 membro corrispondente e dal 2003 membro effettivo della Classe filosofico-storica dell'Accademia delle scienze.
Il 19 aprile 2013 è stato eletto vicepresidente dell'Accademia delle scienze per un quadriennio, iniziato il 1º luglio 2013.
Nel 2013 il suo lavoro di numismatico è stato premiato con l'assegnazione della medaglia della Royal Numismatic Society. L'anno successivo gli è stato assegnato il riconoscimento della Gesellschaft für Internationale Geldgeschichte e nel 2016 la Archer M. Huntington Medal.